# Rivière Sainte-Marguerite Nord-Est
Pour les articles homonymes, voir Sainte-Marguerite et Rivière Sainte-Marguerite (homonymie).
La rivière Sainte-Marguerite Nord-Est est un affluent de la rivière Sainte-Marguerite, dont l'embouchure est situé dans la municipalité de Sacré-Cœur, dans la municipalité régionale de comté (MRC) La Haute-Côte-Nord, dans la région administrative de la Côte-Nord, au Québec, au Canada.
L'économie de la région est surtout basée sur la foresterie et les activités récréotouristiques.[réf. nécessaire]
La route 172 Nord longe la partie inférieure de cette rivière jusqu'à son embouchure. Quelques routes forestières secondaires desservent cette vallée surtout pour les besoins de la foresterie et des activités récréotouristiques.
La surface de la rivière Sainte-Marguerite Nord-Est est habituellement gelée de la fin novembre au début avril, toutefois la circulation sécuritaire sur la glace se fait généralement de la mi-décembre à la fin mars.[réf. nécessaire]

## Géographie
Les sources des rivières Sainte-Marguerite et Sainte-Marguerite nord-est sont situées dans le même secteur montagneux de la zec Martin-Valin, au nord de la ville de Saguenay, à l'ouest des monts Valin. Elle coulent sur la rive nord de la rivière Saguenay et descendent plus ou moins en parallèle sur un segment important de leur parcours. Le parcours de chaque rivière débute dans la région Saguenay–Lac-Saint-Jean, avant de pénétrer dans la région de la Côte-Nord. Le bassin versant de la rivière des Escoumins est voisin à l'est de celui de la rivière Sainte-Marguerite Nord-Est.
La rivière Sainte-Marguerite longe la rivière Saguenay sur 60 km, en contournant les monts Valin par le sud, tandis que la rivière Sainte-Marguerite Nord-Est, contourne les monts Valin par le nord et le nord-est.

### Parcours de la rivière
La rivière Sainte-Marguerite Nord-Est tire sa source d'une série de plans d'eau dans le canton de Le Mercier, situé dans le parc provincial de Chicoutimi[Quoi ?] : lac de la Hauteur, lac Roche, lac Canard, lac de la Squaw et le lac des Trois-Passes. Ce secteur est situé juste au nord du bassin versant du bras des Murailles (jadis désignée rivière Sainte-Marguerite Nord-Ouest), laquelle coule vers le sud et est un tributaire de la rivière Sainte-Marguerite.
Puis le parcours de la rivière Sainte-Marguerite Nord-Est entre vers l'est dans le canton de Liégeois, en recueillant les eaux du ruisseau aux Brumes (prenant sa source au lac aux Brumes) et traverse plusieurs lacs dont le lac Peureux, lac Sablier et le lac Tremblay.
La rivière Sainte-Marguerite Nord-Est coule toujours vers l'est dans une vallée, d'abord entre la limite sud du parc national des Monts-Valin et la zec Chauvin ; puis coule vers le sud-est dans la vallée entre la zec Nordique et la zec Chauvin. Puis, la rivière s'oriente vers le sud et passe à l'ouest de la montagne des Bœufs (381 m), située à 10,5 km au nord du village de Sacré-Cœur. Finalement, la rivière bifurque vers l'ouest pour un dernier segment de 6,6 km (mesuré par l'eau) jusqu'à son embouchure.
La rivière Sainte-Marguerite Nord-Est se déverse dans un coude de la rivière Sainte-Marguerite. Cette dernière bifurque alors vers le sud-ouest pour un dernier segment de 2,4 km avant de se jeter dans la baie Sainte-Marguerite qui est située au niveau de la mer. La rivière Sainte-Marguerite Nord-Est s'avère le plus important tributaire de la rivière Sainte-Marguerite.

### Chutes et tributaires
Les principales chutes de la rivière Sainte-Marguerite Nord-Est sont (à partir de l'embouchure) : chute Blanche, du Seize et du Dix-huit.
Les principaux tributaires de la rivière Sainte-Marguerite Nord-Est sont :
- rive gauche (en partant de l'embouchure) : ruisseau Froid, coulée à Alexis, ruisseau Pont gravé, petite rivière des Savannes, rivière Pilote, ruisseau Sabine, ruisseau du faucon et le ruisseau Liégeois ;
- rive droite (en partant de l'embouchure) : ruisseaux de la Chute à Brulé, Achille, Bilo, Xavier, Ulric, Lucon (rivière), Blackburn et aux Brumes.

## Toponymie
Le toponyme « Rivière Sainte-Marguerite Nord-Est » a été officialisé le 5 décembre 1968 à la Banque des noms de lieux de la Commission de toponymie du Québec.